# غوستافو فيلاغرا
غوستافو فيلاغرا (بالإسبانية: Gustavo Villagra)‏ (13 فبراير 1970 في الأرجنتين - ) هو لاعب كرة قدم أرجنتيني في مركز الوسط. لعب مع إمباكت مونتريال ونيولز أولد بويز وRochester Rhinos ‏ وConnecticut Wolves ‏ وStaten Island Vipers ‏.